# Claude Julien
Claude Julien (* 23. dubna 1960 Blind River, Ontario) je kanadský hokejový trenér a bývalý hráč NHL. V současnosti působí jako hlavní trenér národního kanadského týmu. V minulosti trénoval např. Boston Bruins, New Jersey Devils nebo Hamilton Bulldogs.

## Kariéra hráče
Julien byl obráncem Quebec Nordiques v NHL v letech 1984–1986.
Jako junior hrál Ontario Hockey League za Oshawa Generals a Windsor Spitfires. Dále hrál i v nižších ligách, viz infobox.

## Kariéra trenéra
Julien začal svoji profesionální trenérskou kariéru v juniorské QMJHL v týmu Hull Olympiques. V roce 1997 vyhrál s tímto týmem Memorial Cup a v roce 2000 odešel do týmu AHL Hamilton Bulldogs.
V roce 2000 také vyhrál mistrovství světa juniorů za tým Kanady. O šest let později, na MS 2006 byl asistentem Marca Habscheida opět za tým Kanady.
17. ledna 2003 se stal koučem Montreal Canadiens, které ve své první úplné sezoně dostal do druhého kola play-off. 14. ledna 2006 ho vyhodil a nahradil ho bývalý generální manažer Canadiens Bob Gainey. Za dobu působení v Montrealu si Julien připsal 72 výher, 62 proher, 11 remíz a 14 proher v prodloužení.
13. června 2006 podepsal smlouvu s New Jersey Devils. I přes četné úspěchy a vysokou výkonnost týmu byl 2. dubna 2007 vyhozen a nahrazen generálním manažerem Devils Louem Lamoriellem.
22. června 2007 oznámilo vedení Boston Bruins, že Claude Julien bude novým koučem týmu. V první sezoně se týmu příliš nedařilo, prováděla jej hromada zranění. Nejvíce chyběli útočník Patrice Bergeron a brankář Manny Fernandez. Bruins se i přesto dostali do play-off, kde ale vypadli s Montreal Canadiens.
17. února 2009 dosáhl své již dvousté výhry v NHL, kdy porazili Carolina Hurricanes 5 : 1. 18. června 2009 získal Jack Adams Award pro nejlepšího trenéra NHL.
7. února 2017, po téměř 10 letech v Bruins, skončil na pozici trenéra.
Julien a jeho manželka Karen žijí s dcerou Katrynou Chanel a s jejich zlatým retrívrem v Lexingtonu, ve státě Massachusetts.

## Trenérský výkon
29. dubna 2010
| Tým                | Sezona  | Základní část | Základní část | Základní část | Základní část | Základní část | Základní část | Základní část               | Play-off                       |
| Tým                | Sezona  | Z             | V             | P             | R             | PP            | Body          | Umístění v divizi           | Výsledek sezony                |
| ------------------ | ------- | ------------- | ------------- | ------------- | ------------- | ------------- | ------------- | --------------------------- | ------------------------------ |
| Montreal Canadiens | 2002–03 | 36            | 12            | 16            | 4             | 4             | (77)          | 4th v Severovýchodní divizi | Nedostali se do play-off       |
| Montreal Canadiens | 2003–04 | 82            | 41            | 30            | 7             | 4             | 93            | 4th v Severovýchodní divizi | Prohra ve druhém kole play-off |
| Montreal Canadiens | 2005–06 | 41            | 19            | 16            | —             | 6             | (93)          | Vyhozen                     | Vyhozen                        |
| New Jersey Devils  | 2006–07 | 79            | 47            | 24            | —             | 8             | 107           | Vyhozen                     | Vyhozen                        |
| Boston Bruins      | 2007–08 | 82            | 41            | 29            | —             | 12            | 94            | 3rd v Severovýchodní divizi | Prohra v prvním kole play-off  |
| Boston Bruins      | 2008–09 | 82            | 53            | 19            | —             | 10            | 116           | 1st v Severovýchodní divizi | Prohra ve druhém kole play-off |
| Boston Bruins      | 2009–10 | 82            | 39            | 30            | —             | 13            | 91            | 3st v Severovýchodní divizi | Prohra ve druhém kole play-off |
| Total              | Total   | 457           | 236           | 156           | 11            | 54            | —             |                             |                                |

Legenda:

Z – zápasy

V – výhry

P – prohry

R – remízy

PP – prohry po prodloužení